# Lucio Nevio Surdino
Lucio Nevio Surdino (en latín, Lucius Naevius Surdinus) fue un senador romano del siglo I, que desarrolló su carrera política bajo los imperios de Augusto y Tiberio.

## Familia
Miembro de la gens Nevia, era hijo de Lucio Nevio Surdino, pretor en 12 a. C.

## Carrera
Su único cargo conocido fue el de consul suffectus para el nundinum de julio a diciembre de 30, bajo Tiberio.